# Ko de Laat Senior
Ko de Laat Senior (Tilburg, 25 juni 1895 - 27 oktober 1937) was een vooroorlogse humorist.
Hij debuteerde in 1920 als duopartner voor zijn broer de zanger-humorist August de Laat. Dit duo zou voortbestaan tot begin jaren dertig, toen gezondheidsperikelen Ko dwongen om met optreden te stoppen. De gebroeders De Laat traden enkele malen op voor de KROradio. Hun bekendste nummer was de sketch De oppasser van de luitenant. Ook zongen zij enige duetten die, in tegenstelling tot de solonummers van August de Laat, nooit op de plaat vastgelegd zijn. In 1926 trad De Laat Senior op als declamator in de Korvelse Revue Vruuger en naa.
De Laat Sr. runde in het dagelijkse leven een slagerij.
Ko de Laat Senior is een oom van pianist André de Laat en de grootvader van dichter/performer Ko de Laat.